# Kahler Asten
De Kahler Asten is een 841,9 m hoge berg in het Sauerland, in het oosten van Noordrijn-Westfalen in Duitsland.
De Kahler Asten ligt in het noordwesten van het Rothaargebergte, iets ten zuidwesten van Winterberg tussen de dorpen Alt- en Neuastenberg. Regelmatig wordt de Kahler Asten per abuis beschouwd als de hoogste berg van Noordrijn-Westfalen. Dat is echter de 843,2 m hoge Langenberg op de grens met Hessen. Op de Kahler Asten bevindt zich een weerstation en een uitkijktoren. Rondom de berg zijn veel wintersportmogelijkheden.
Bij de top van de Kahler Asten is de bron van de Lenne te vinden.

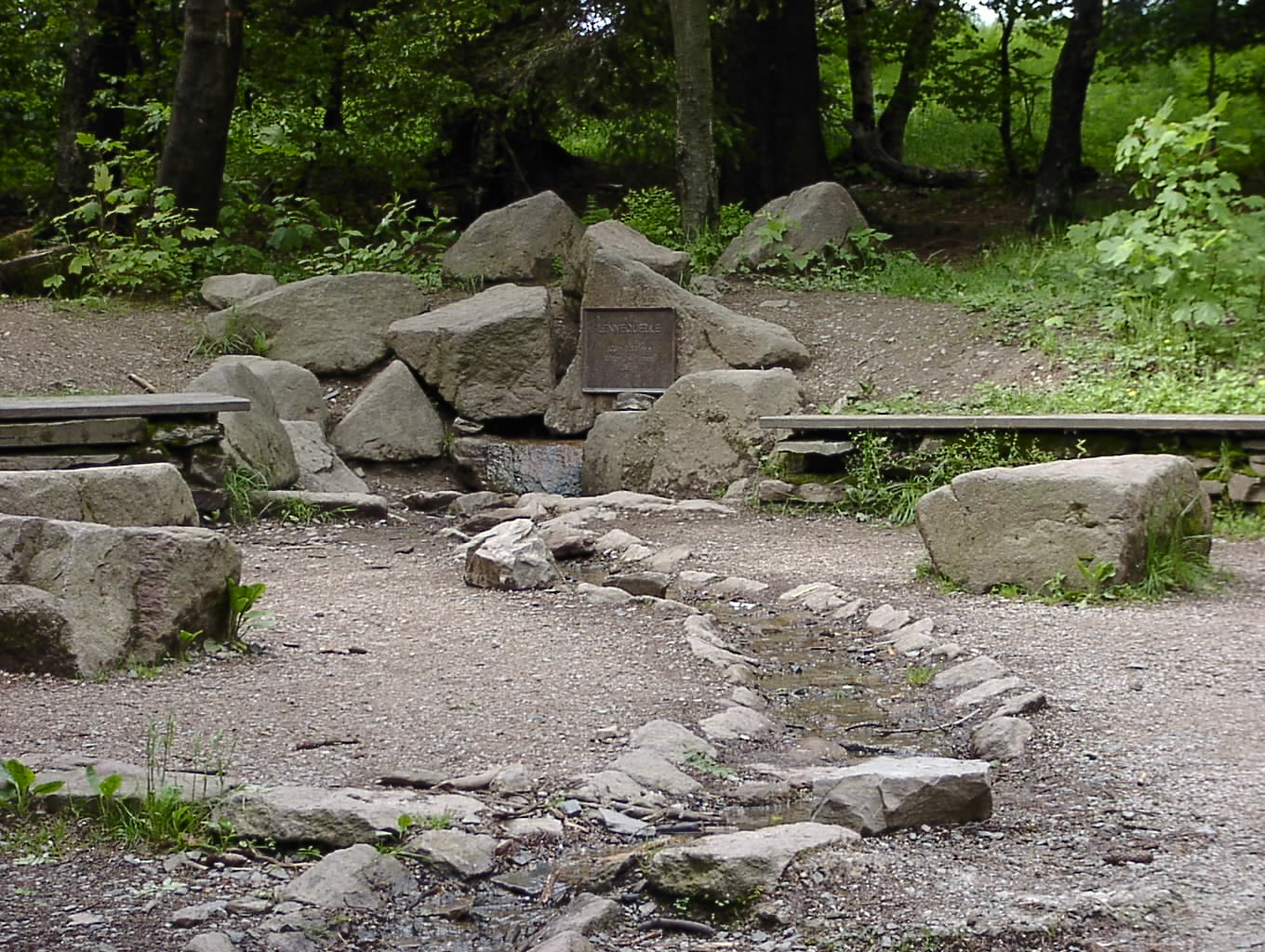
Bron van de Lenne
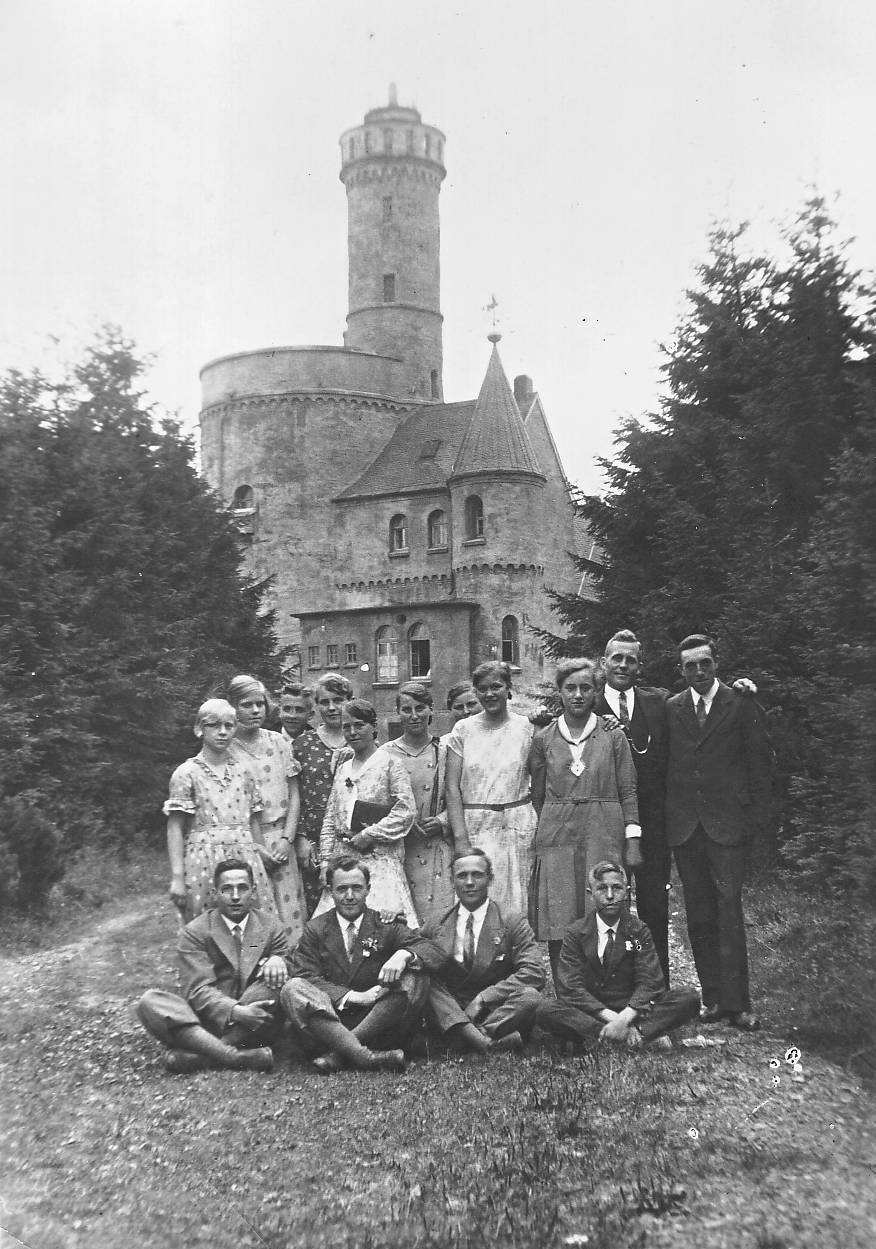
Astenturm (1932)
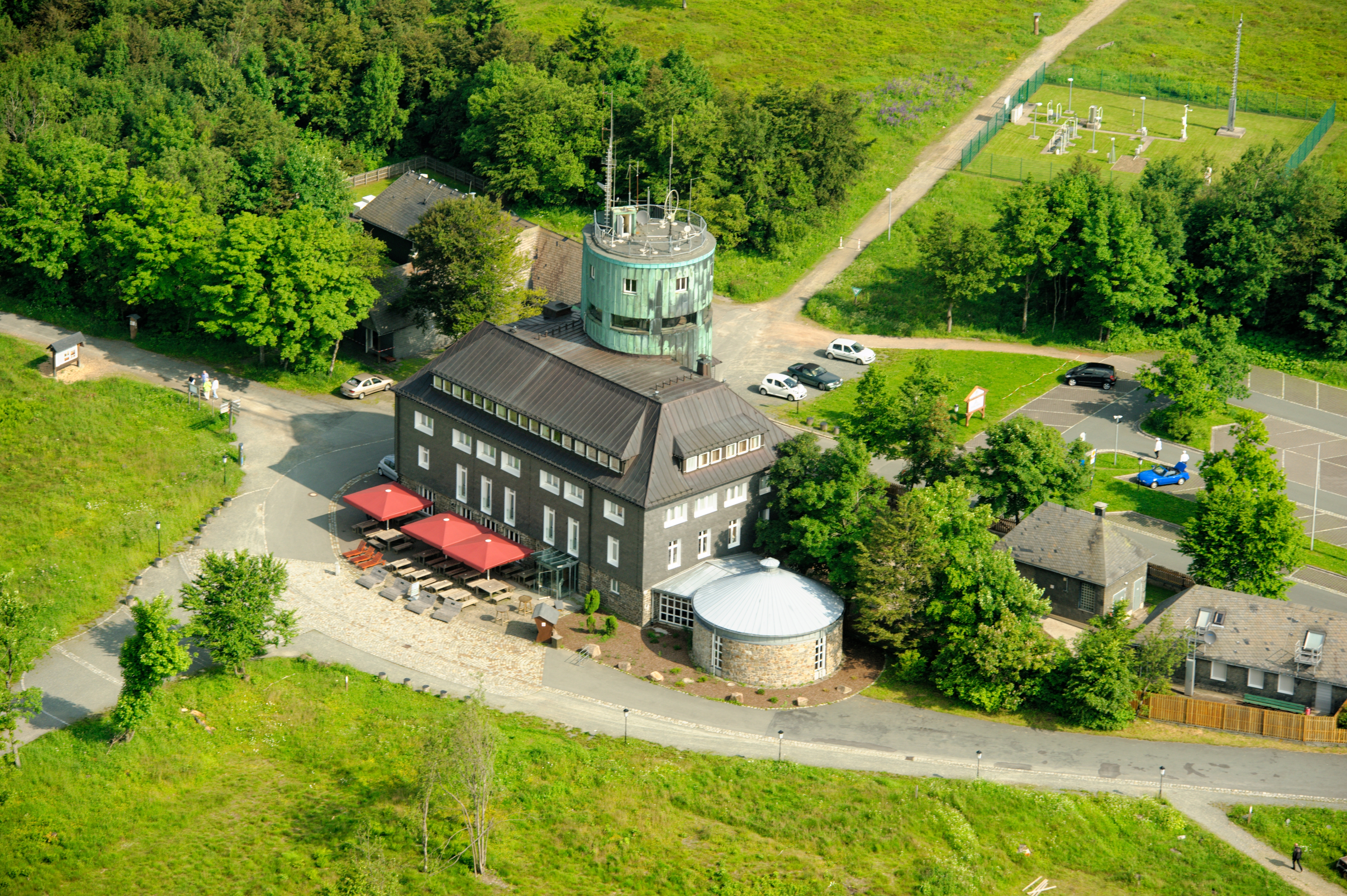
huidige uitkijktoren met hotel. Erachter het weerstation.